# RömerWelt

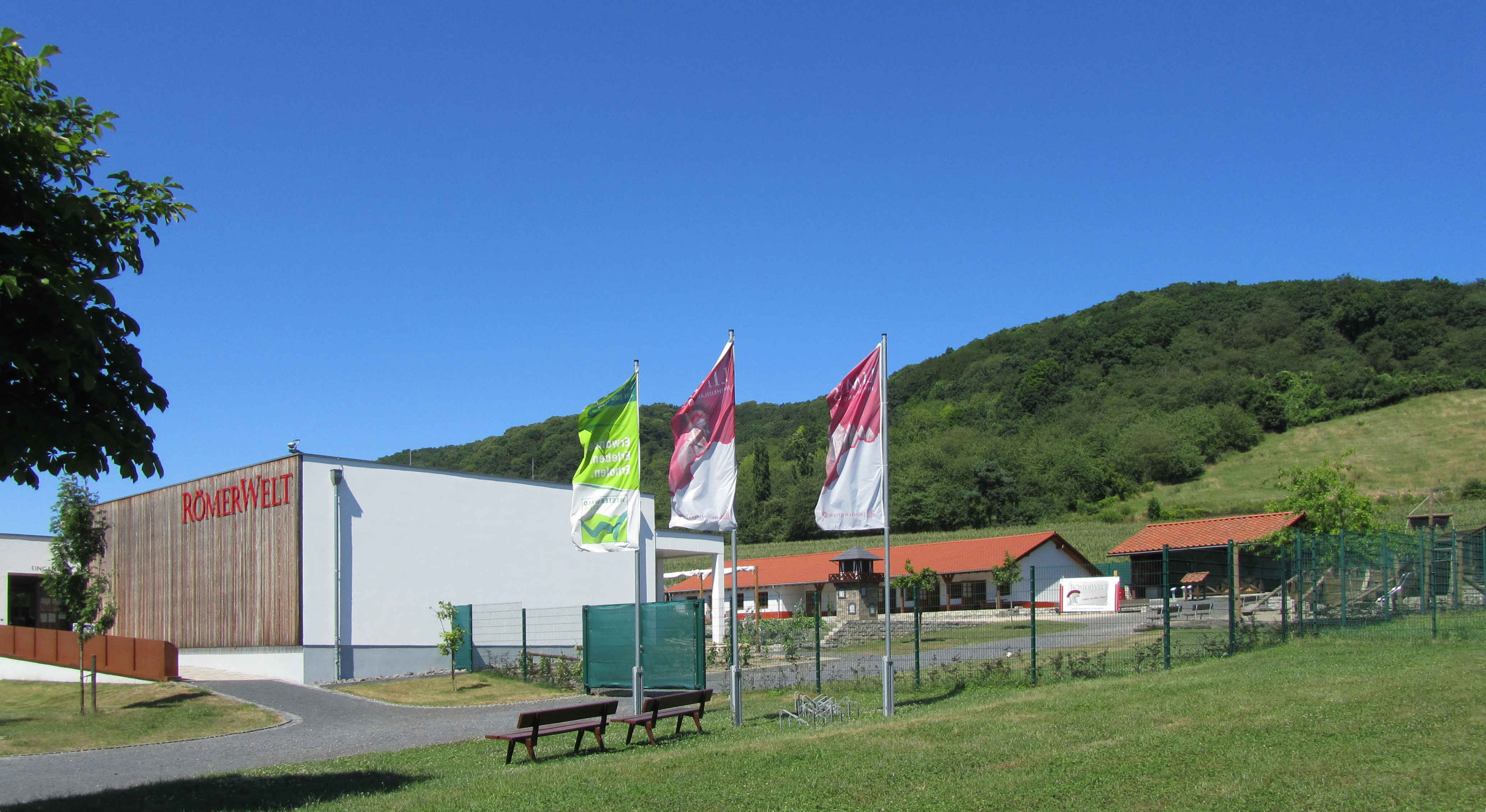
Erlebnismuseum RömerWelt

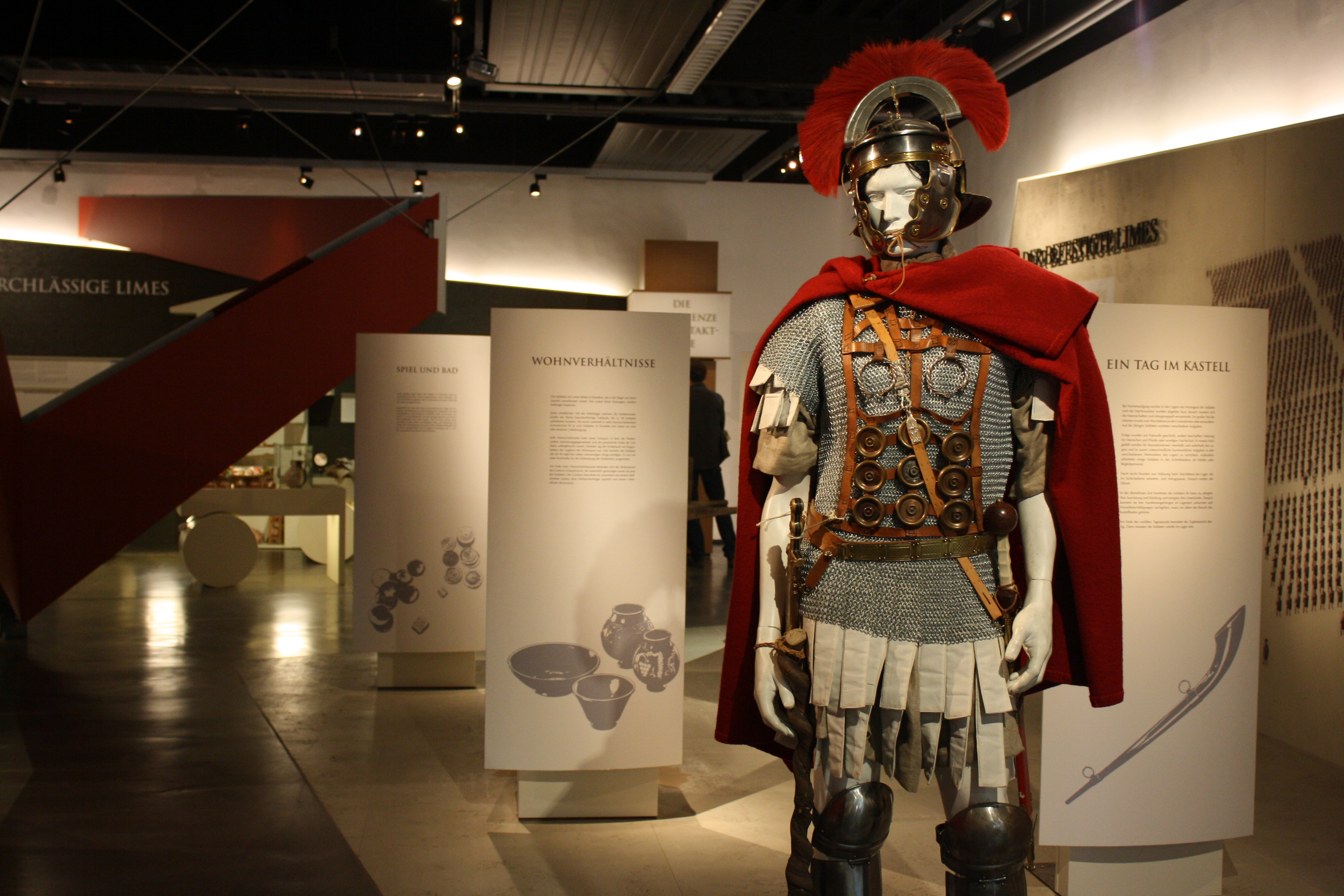
Ausstellung über das Leben am Limes zur Zeit des römischen Reiches

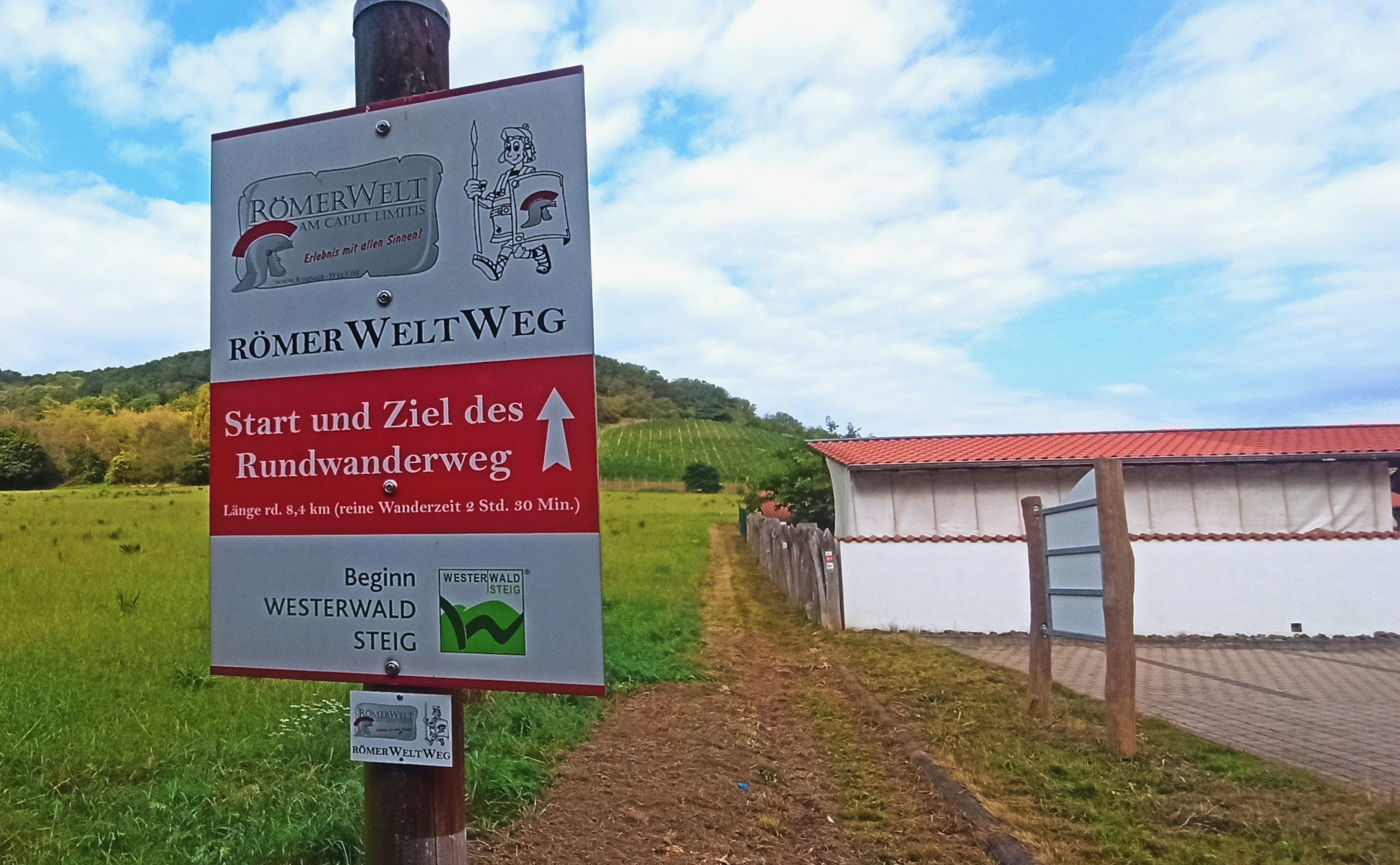
Start und Ziel des Rundwanderwegs an der „Römerwelt“

Das Erlebnismuseum RömerWelt am caput limitis (Anfang des Obergermanisch-Raetischen Limes) befindet sich im Ortsteil Arienheller der Gemeinde Rheinbrohl. Es wurde am 23. August 2008 eröffnet und ist das Limesinformationszentrum des Landes Rheinland-Pfalz. Zudem zählt die RömerWelt zu den Meisterwerken zwischen Rhein und Mosel.
Auf einer Fläche von rund 6000 m² wurde das Erlebnismuseum RömerWelt errichtet. Es liegt nahe der Ausfahrt Arienheller von der B 42. Zu römischer Zeit trafen hier der vom Rhein zur Donau führende Obergermanisch-Raetische Limes und der von Rheinbrohl bzw. Bad Breisig bis zur Rheinmündung in die Nordsee führende Niedergermanische Limes aufeinander, die als Außengrenzen des Römischen Reiches (Imperium Romanum) die römischen Provinzen Obergermanien (Germania superior) und Niedergermanien (Germania inferior) von dem rechtsrheinischen Siedlungsgebiet der Germanen (Germania Magna) abtrennten.
Im Hauptgebäude des Museums befindet sich neben dem Kassenbereich mit Museumsladen ein großer Ausstellungsraum mit vielen Exponaten und Schautafeln zum Leben der Römer und Germanen an der Außengrenze des Römisches Reiches. Im anschließenden Freigelände ist ein Kräutergarten angelegt und sind Nachbildungen einer römischen Pfahlramme und eines römischen Baukrans aufgebaut. Links hinter dem Museumsbau und den Steinmetz- sowie Schmiedewerkstätten wird das Gelände von einer etwa 50 m langen Nachbildung einer Wall-und-Graben-Anlage samt Palisade des Obergermanischen Limes begrenzt. Im hinteren Bereich steht das Contuberniums-Gebäude mit einem Spieleraum, einem Ausstellungsraum zur Fischerei sowie der rekonstruierten Schlafstube und Waffenkammer einer römischen Auxiliareinheit und einem größeren Raum für Veranstaltungen. Hinter dem Backhaus mit römischem Herd, Mühlen und Backöfen befindet sich ein Bogenschießplatz. Für Kinder steht ein Spielplatz zur Verfügung. Im Jahre 2021 wurde das Hauptgebäude um einen Bürotrakt sowie einen kombinierten Seminar- und Workshopraum erweitert.
Während der Öffnungszeit von März bis Mitte November finden, neben den RömerTagen Mitte Mai, regelmäßig Veranstaltungen mit Bezug auf das Leben der Römer statt, außerdem von März bis Oktober Thementage mit Workshops oder Aktionsprogrammen. Außer den Vorführungen in der Backstube und in der Küche können an den Thementagen in den entsprechenden Werkstätten die Steinverarbeitung, Buntmetallguss, Schmiedearbeiten, seit 2020 die Herstellung von Glasperlen und seit 2022 auch die Herstellung von geblasenen Glasgefäßen gezeigt werden.
Die RömerWelt veranstaltet seit 2022 jeweils im April die Internationale Reenactmentmesse IRM, die Herstellern von Replikaten archäologischer Fundstücke von der Steinzeit bis zum 19. Jahrhundert ein Forum bietet.
Der Museumsbereich und die Außenanlage sind barrierefrei. An der RömerWelt beginnt der RömerWeltWeg, ein etwa 9 km langer Rundwanderweg, der am Obergermanischen Limes entlang bis zur an der Fundstelle des Wachturms Wp 1/8 gelegenen Limes-Lehrpfades verläuft. Unweit der RömerWelt befindet sich zwischen Rheinbrohl und Bad Hönningen direkt am Rheinufer die 1973 vorgenommene Rekonstruktion des Wachturms Wp 1/1.
Eigentümer und Betreiber der RömerWelt am caput limitis ist die am 22. Dezember 2005 gegründete Stiftung „Caput Limitis“ mit Sitz in Bad Hönningen.

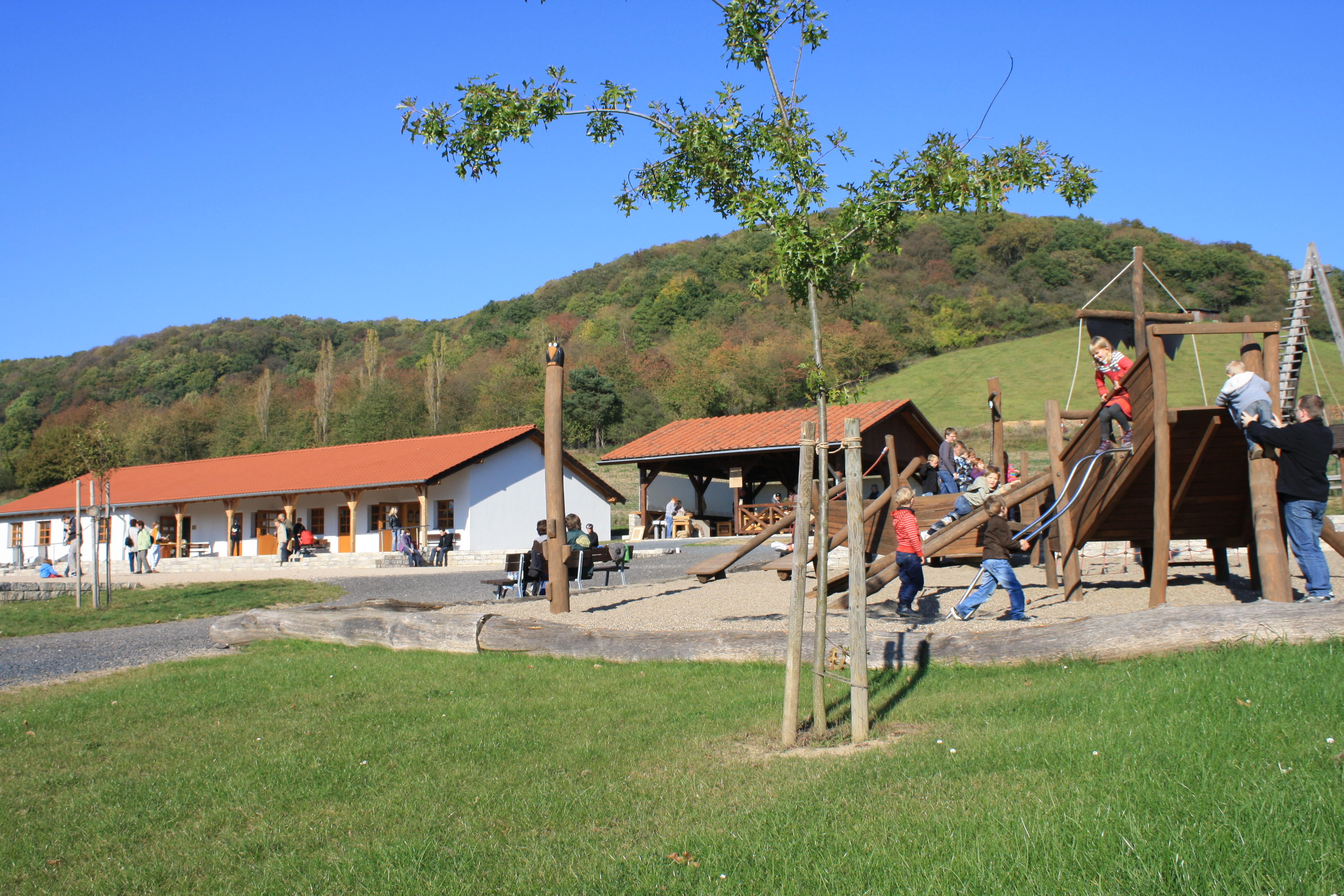
Außengelände der RömerWelt am caput limitis mit Spielplatz
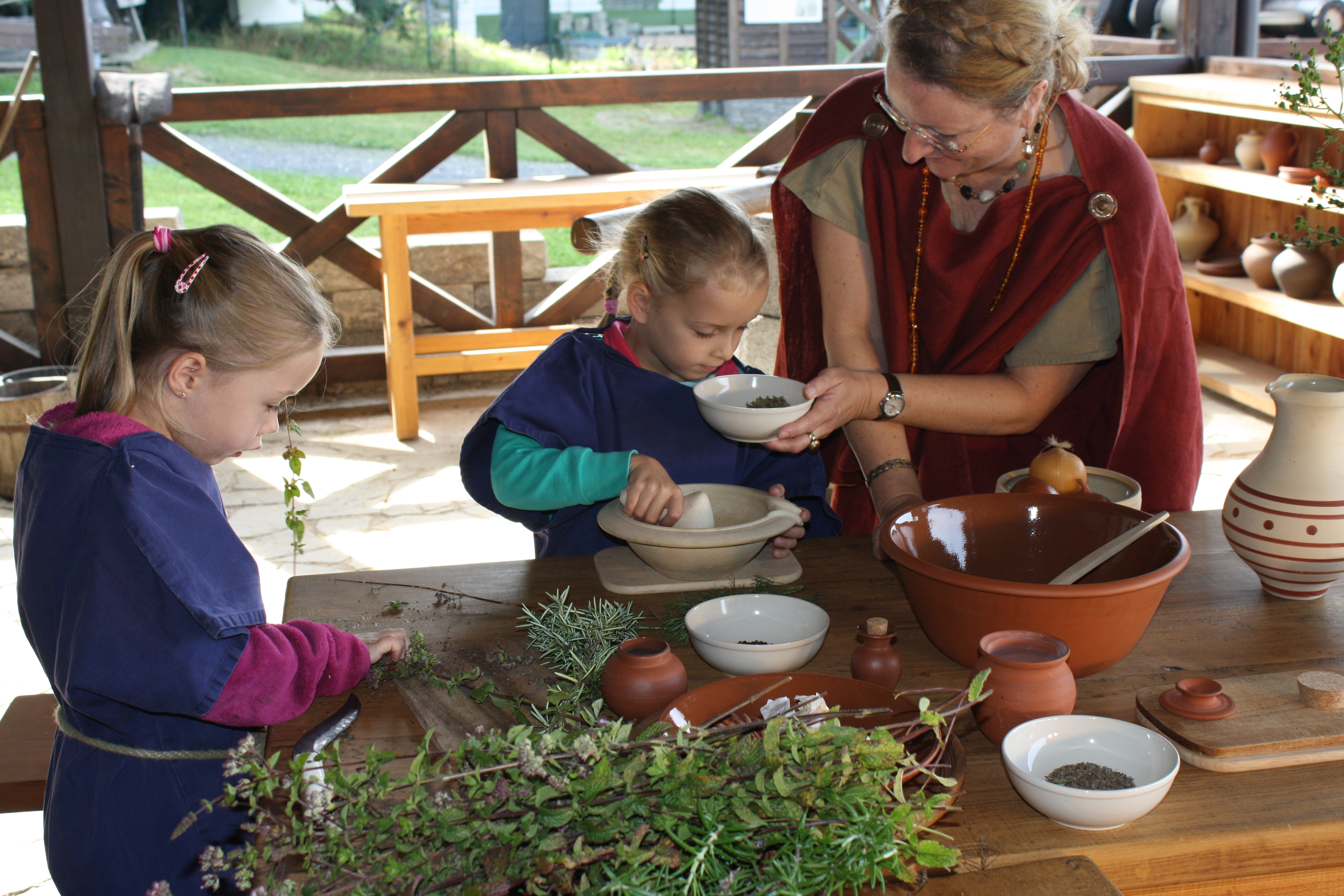
Kochen im Backhaus der RömerWelt am caput limitis
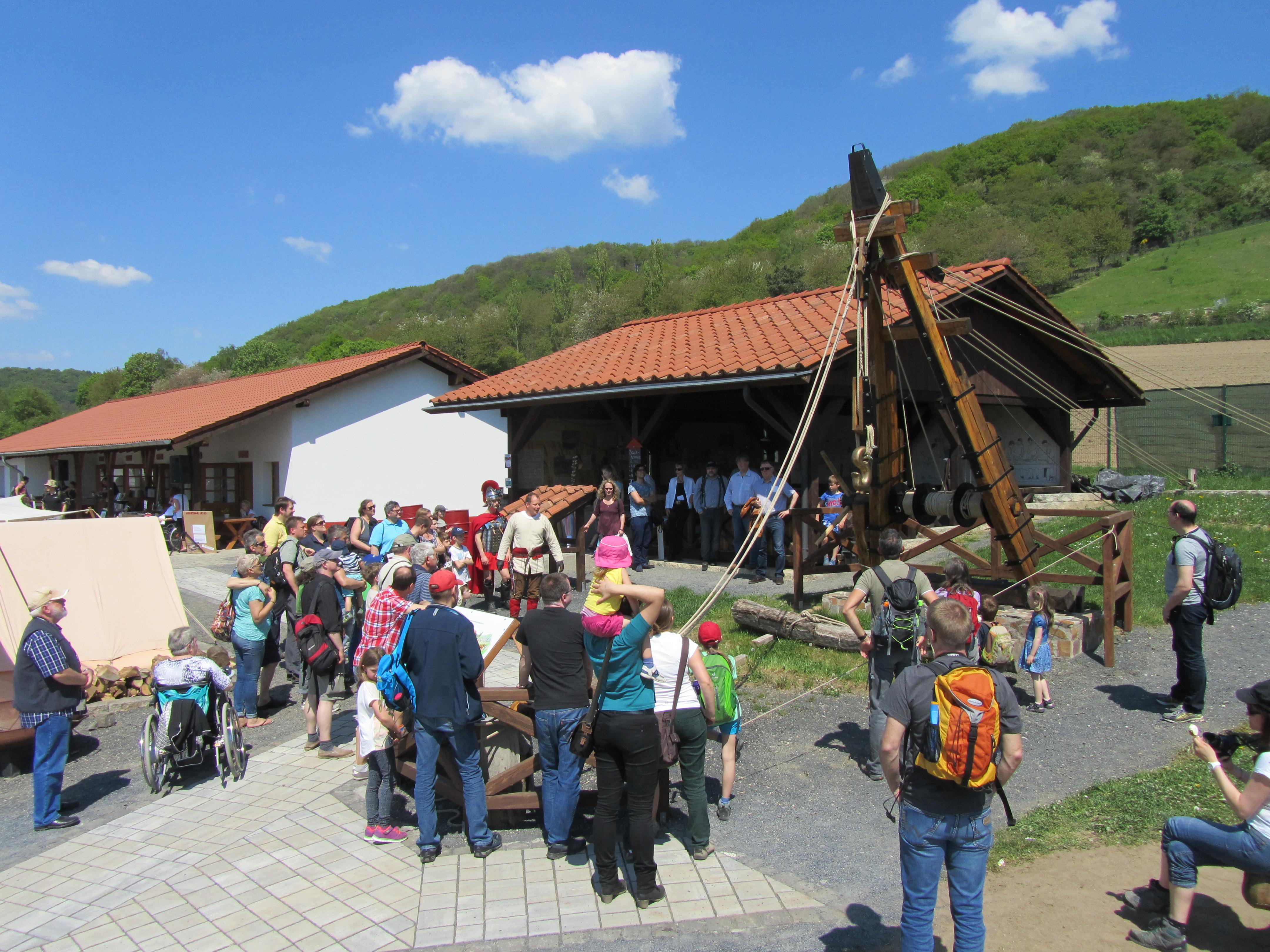
Rekonstruktion eines römischen Baukrans im Außengelände der RömerWelt am caput limitis
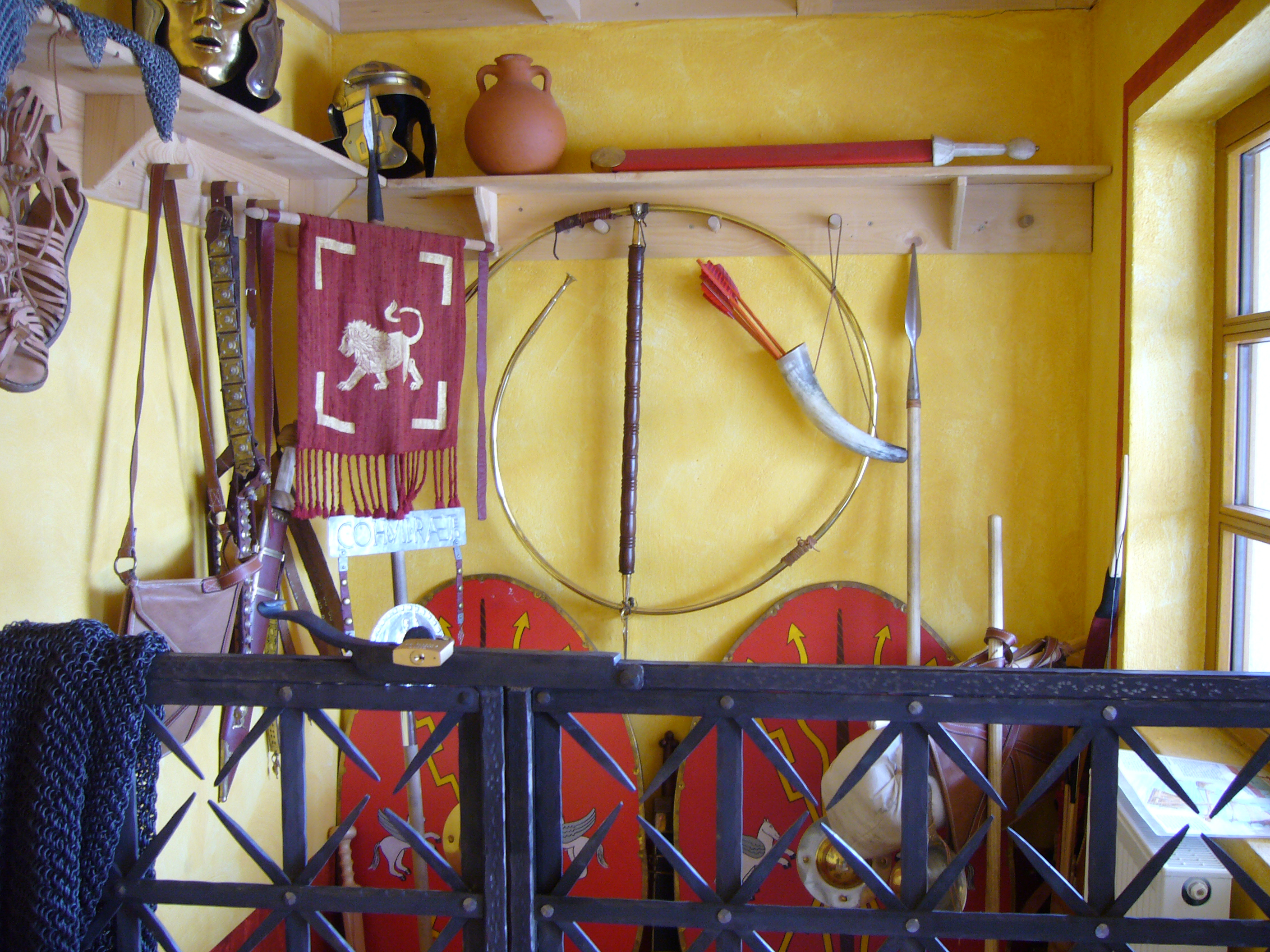
Ausrüstung im Vorraum des Contuberniums der RömerWelt am caput limitis
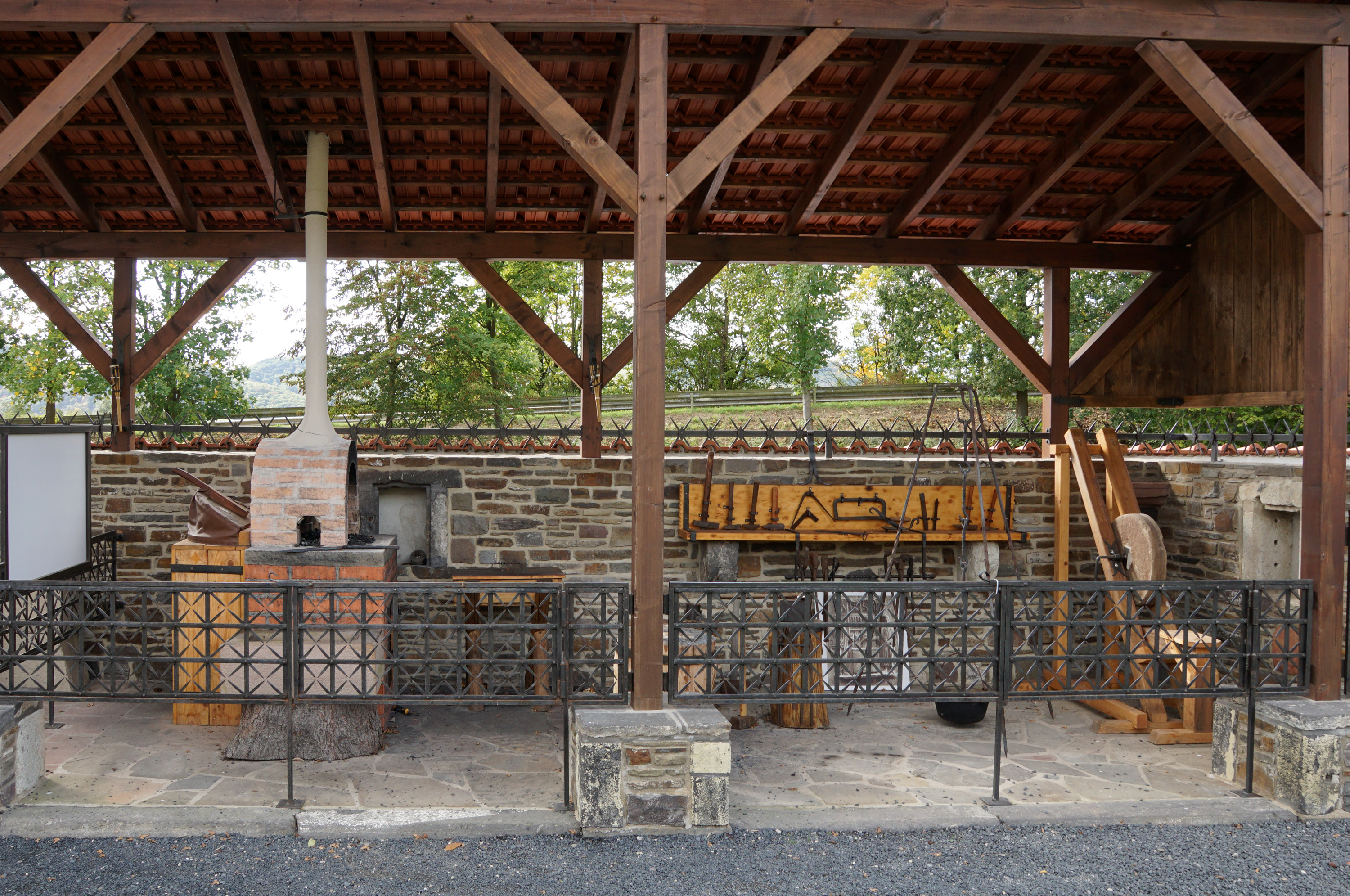
Rekonstruktion einer römischen Schmiede im Außengelände der RömerWelt am caput limitis